# HMMWV
HMMWV (англ. the High Mobility Multipurpose Wheeled Vehicle), «високомобільний багатоцільовий колісний транспортний засіб»), також відомий, як Humvee («Хамві») — повнопривідний військовий автомобіль, що випускається американською компанією AM General.
З часу прийняття на озброєння збройними силами США у 1980-х, на базі «Хамві» створено різні модифікації: основний військовий автомобіль, легка вантажівка, автомобіль швидкої допомоги, мобільні РЛС та ЗРК, інженерні та броньовані машини тощо.
Під час Війни в Перській затоці «Хамві» став настільки популярним, що AM General випустила цивільну модифікацію під брендом Hummer, право на який компанія продала корпорації General Motors у 1999 році, і який наразі представлений трьома моделями: H1, H2 та H3.

## Історія

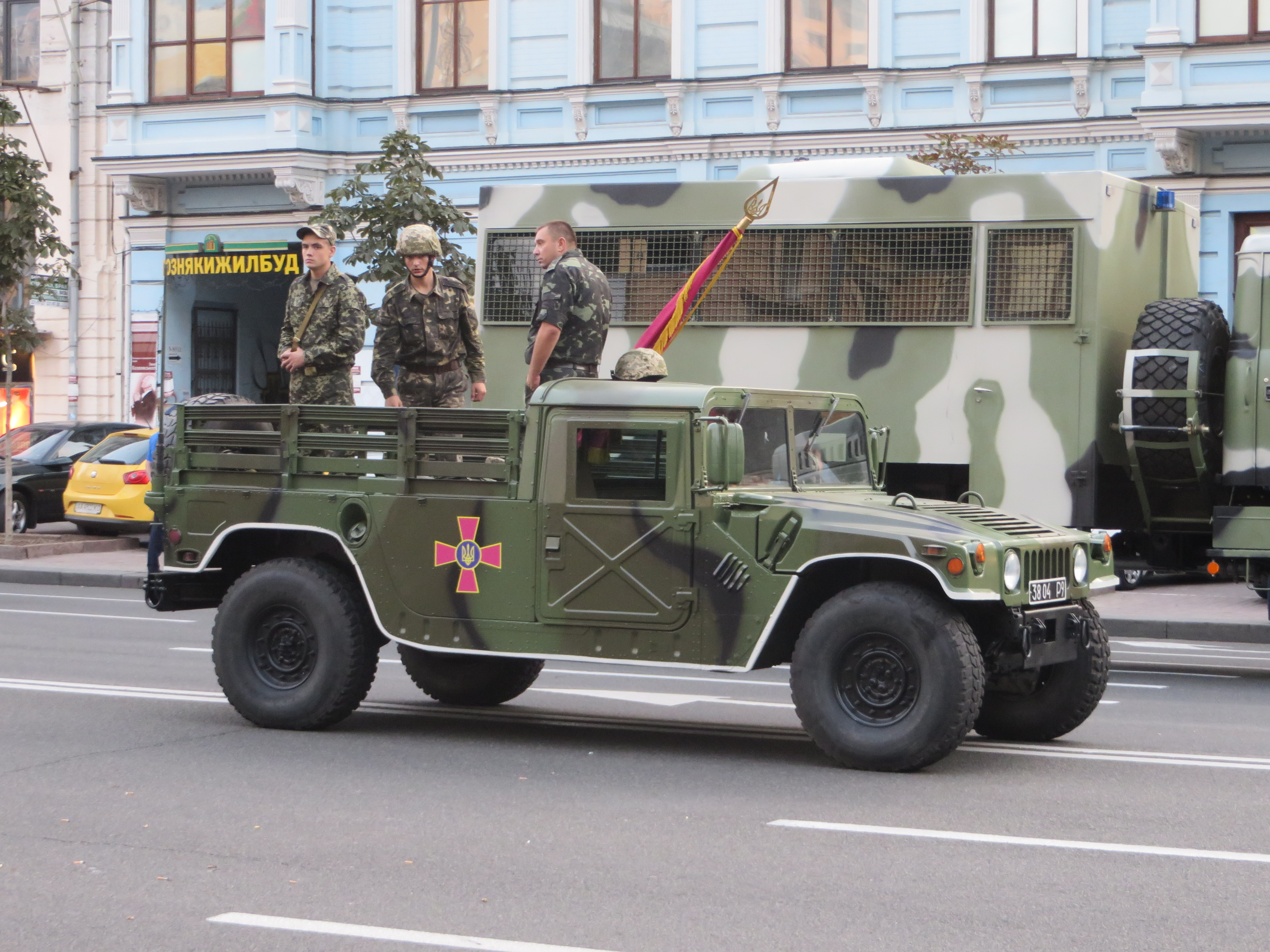
Броньований автомобіль HMMWV під час тренувального маршу перед парадом на День незалежності України, 22 серпня 2014 року, Хрещатик, Київ (на самому параді Хамві не було)

З часів Другої світової війни армія Сполучених Штатів опиралася на джипи для перевезення невеликих груп солдатів. Джип обрали через потребу у компактному автомобілі з відкидним лобовим склом. Він міг перевозити трьох вояків (300 кг корисного навантаження) і важив трохи більше однієї тонни. До 1970 року армія США намагалася використовувати великі воєнізовані цивільні вантажівки, але навіть вони вже не задовольняли нові вимоги. У 1977 році Lamborghini навіть розробили модель Cheetah у спробі забезпечити дотримання специфікацій для контрактної армії.
У 1979 році армія США остаточно сформулювала специфікації HMMWV, який повинен мав замінити всі тактичні транспортні засоби вагою у діапазоні від 0,25 до 1,25 тони, а саме M151 і M561 Gamma Goat. Специфікація вимагала надійної поведінки на бездоріжжі, здатності нести велике корисне навантаження, і поліпшеної живучості від непрямого вогню. Порівняно із джипом цей засіб пересування був більшим і набагато ширшим, з дорожнім просвітом 410 мм, удвічі більшим, ніж у більшості позашляховиків. Нова вантажівка мусила підійматися на 60° підйоми і проходити 40° схили. Повітрозабірник мав бути встановлений врівень з верхньою частиною правого крила (або піднятий до рівня даху), щоб долати водні перешкоди глибиною до 1,5 м, а електроніка, відповідно, мати гідроізоляцію. Радіатор повинен встановлюватися високо, похило над двигуном на передній навісний кришці.

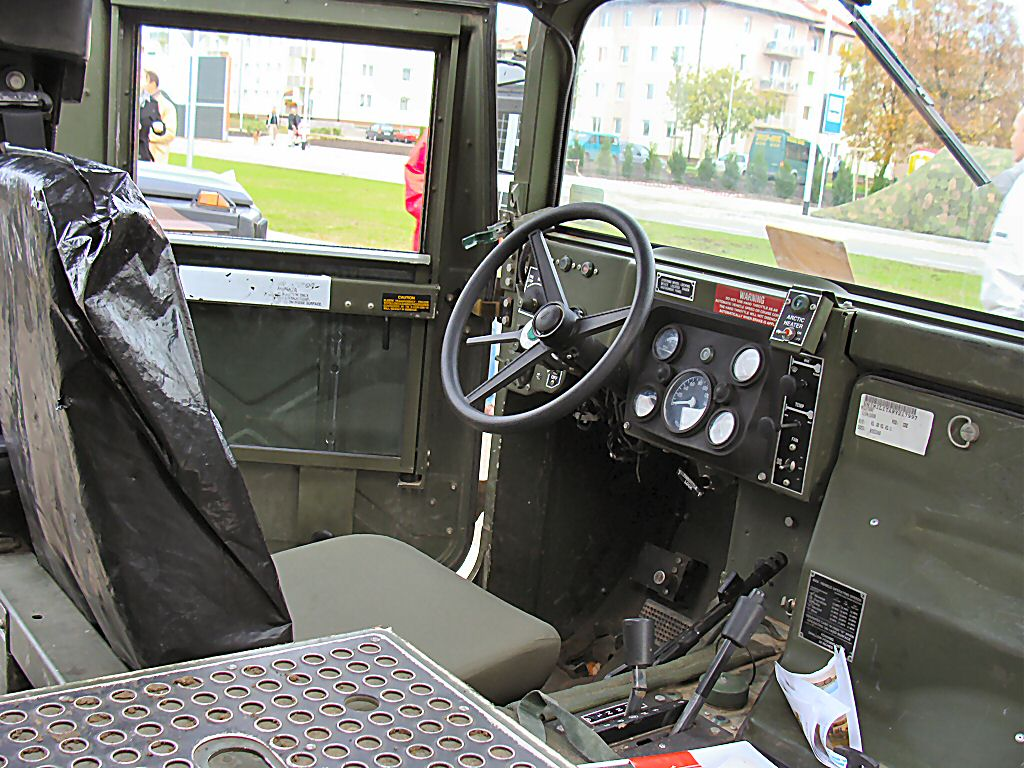

З 61-ї попередньо зацікавленої компанії тільки три надали прототипи. У липні 1979, AM General (дочірня компанія American Motors Corporation) почала попередні проектні роботи. Менш ніж через рік, почалося тестування першого прототипу; Chrysler Defense і Teledyne Continental також створили конкурентні проекти. У червні 1981 року Пентагон уклав з AM General контракт на розробку ще кількох зразків для наступної серії експериментів. Оригінальна серія M998 A0 мала масу 2,4 т з корисним навантаженням 1,1 тонни, 6,2-літровим V8-подібним дизельним двигуном і триступінчатою автоматичною коробкою передач.
Ці три компанії були обрані, щоб спроектувати і побудувати одинадцять прототипів HMMWV, які проїхали більш ніж 600 тисяч миль у випробуваннях, що відбувалися також у пустелі та арктичних умовах. AM General отримала попередній контракт 1983 року на 2334 автомобілів, — перша партія автомобілів для військових США загальною кількістю 55 тисяч одиниць, у тому числі 39 тисяч для армії. США та зарубіжні замовники отримали 72 тисячі автомобілів перед війною у Перській затоці 1991 року, ще 100 000 було виготовлено до 10-річчя HMMWV у 1995 році.

## Двигуни
- 110 кВт (150 к. с.) 6,2 л GM-6200 V8 Detroit diesel
- 125 кВт (170 к. с.) 6,5 л GM-6500 V8 Detroit diesel
- 142 кВт (190 к. с.) 6,5 л GM-6500 V8 turbodiesel
- 147 кВт (200 к. с.) 5,7 л Chevy Small Block L05 V8

## Основні моделі

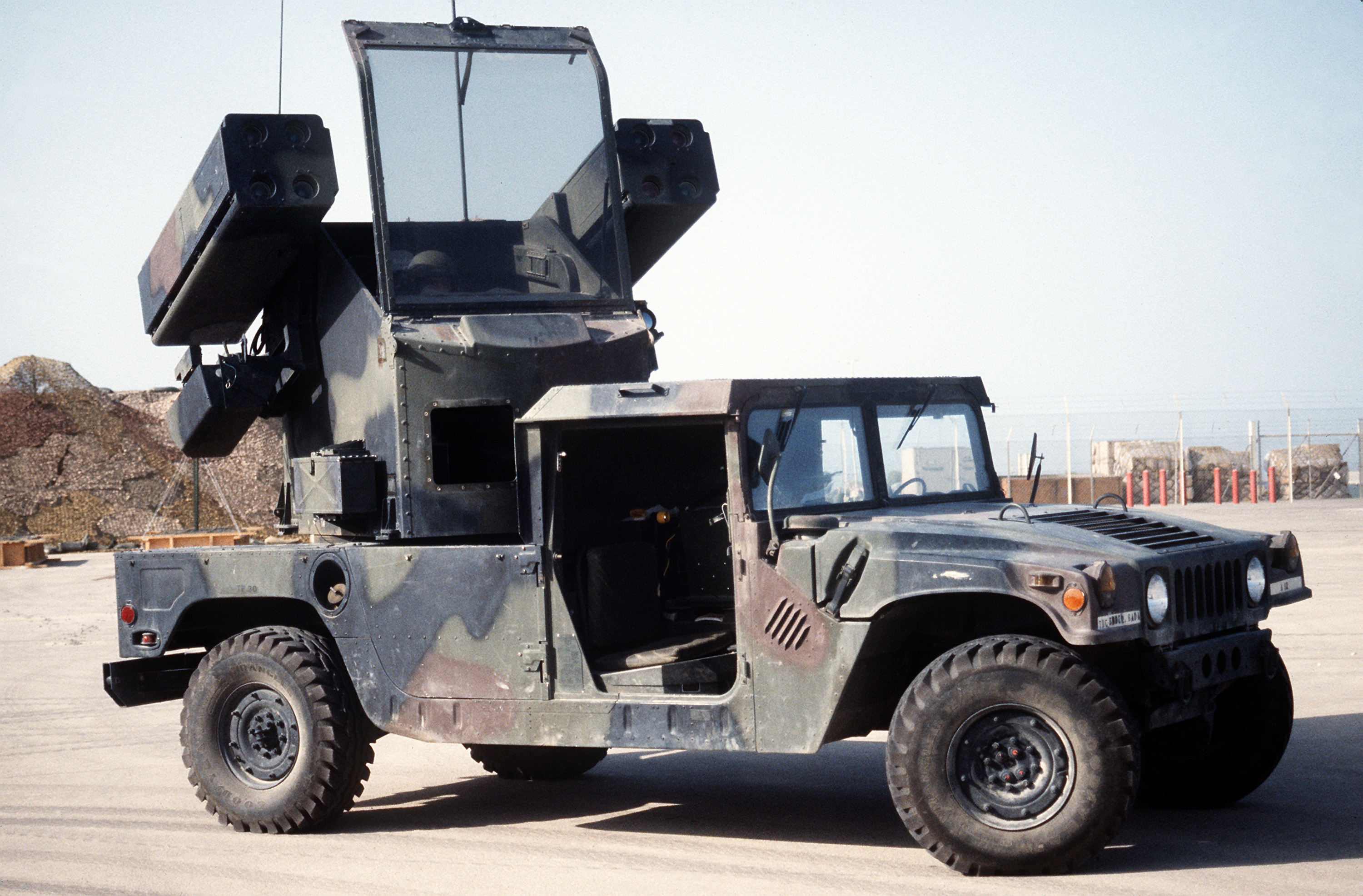
HMMWV M1097 з ЗРК Avenger

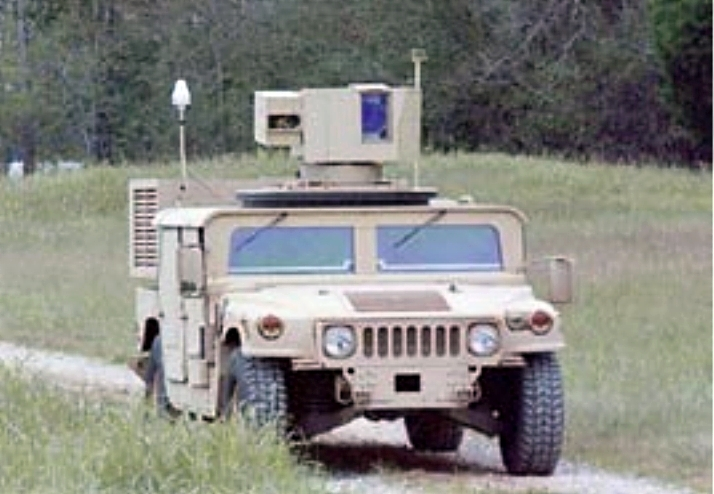
HMMWV з системою лазерного розмінування Zeus

- M56 Coyote, мобільний генератор диму[3]
- M707 з РЛС «Knight»[4]
- M966 броньована машина з ПТРК
- M996 броньована машина швидкої допомоги
- M997 броньована машина швидкої допомоги (збільшений кузов)
- M998 вантажівка або пасажирський транспорт
- M998 із ЗРК «Avenger»
- M1025 броньований транспорт для зброї та набоїв
- M1026 броньований транспорт для зброї та набоїв з лебідкою
- M1035 машина швидкої допомоги з тентом
- M1036 броньована машина з ПТРК та лебідкою
- M1037 S-250/S-788 мобільний розкладний намет
- M1038 вантажівка або пасажирський транспорт
- M1042 S-250/S-788 мобільний розкладний намет з лебідкою
- M1043 транспорт для зброї та набоїв з посиленою бронею
- M1044 транспорт для зброї та набоїв з посиленою бронею та лебідкою
- M1045 машина з ПТРК, з посиленою бронею
- M1046 машина з ПТРК, з посиленою бронею та лебідкою
- M1069 тягач для 105-мм гаубиці M119
- M1097 з посиленою бронею
- M1097 з посиленою бронею та ЗРК Avenger
- M1109 транспорт для зброї та набоїв з посиленою бронею
- Active Denial System, (система активного відштовхування) — спецтранспорт, озброєний системою нелетальної зброї теплової дії для придушення заворушень
- Ground Mobility Vehicle, модифікація для спецоперацій
- IMETS (the Integrated Meteorological System), мобільна метеостанція
- ZEUS-HLONS (HMMWV Laser Ordnance Neutralization System) або просто Zeus, система лазерного розмінування

## Подальший розвиток
У жовтні 2020 року корпорація AM General представила новий варіант легкого броньованого колісного автомобіля Humvee. Оновлений Humvee отримав найменування NXT 360. Він має кузов типу пікап з містким відкритим вантажним відсіком. Броньоване скло на задній частині машини замінено на бронеплити

### Програми заміни
Зважаючи на те, що автомобілі HMMWV морально застаріли, мають суттєві недоліки, що обмежують їх прохідність, маневреність та бойові властивості, та не відповідають сучасним вимогам, у США були прийнята низка програм з модернізації наявних та із розроблення транспортних засобів нового покоління, які повинні замінити застарілий парк Хамві:
- Модернізація — програма, що полягає у оснащенні наявних автомобілів інтелектуальною незалежною підвіскою з приводом на усі колеса TAK-4i™ виробництва Oshkosh Corporation, яка суттєво покращує прохідність і маневреність із забезпеченням високих швидкісних характеристик та стійкості автомобіля в умовах бездоріжжя та в гористих місцевостях.
- S-ATV (англ. Special Purpose All-Terrain Vehicle (S-ATV)), (укр. всюдихід спеціального призначення) — програма розроблення надлегких тактичних позашляхових транспортних засобів нового покоління[джерело?].
- JLTV — (англ. Join Light Tactical Vehicle (JLTV)) — програма Збройних сил США (зокрема, Армії США, Сил спеціального призначення США та Корпусу морської піхоти США) зі створення легкого позашляхового броньованого тактичного транспортного засобу загального призначення нового покоління, який повинен поступово замінити застарілий парк аналогічних автомобілів HMMWV, що наразі перебувають на озброєнні[7], і які повинні бути замінені сімейством більш здатних до виживання транспортних засобів, з більшим корисним навантаженням.
- FTTS — (англ. Future Tactical Truck System (FTTS)) — програма Збройних сил США від 2003 року із заміни застарілого парку автомобілів HMMWV та інших застарілих транспортних засобів і транспортних систем[8].

## Бойове застосування

### Російсько-українська війна
Частина автомобілів HMMWV М1097А2 була втрачена під час бойових дій в зоні АТО в 2014 році[джерело?].
Крім того як мінімум один автомобіль HMMWV М1097А2 (львівської модернізації) був втрачений підрозділами ЗСУ в робочому стані та використовується бойовиками т.з "ЛНР". Так у ході OSINT-розвідки, команда InformNapalm виявила в Луганську фотографії Humvee на території колишнього Луганського міського відділу управління МВС у Луганській області. У вересні 2015 року один з луганських бойовиків окупаційних військ Росії, виклав у соцмережі ВКонтакті фото цього HMMWV М1097А2 у місті Луганськ[джерело?].
Імовірно захоплення відбулося в районі Дебальцевого на початку 2015 року[джерело?].
2 березня 2016 року, о 11.40, рухаючись ґрунтовою дорогою уздовж лісосмуги у напрямку смт Тошківка, під час спроби розвернутися HMMWV M1114UAH (в.н.з. 8048E9), 1 взводу 2 роти 1 аемб 80 одшбр, наїхав на протитанкову міну ТМ-64. Внаслідок підриву загинув водій і двоє військових, які сиділи позаду, ще двоє дістали поранення[джерело?].
В серпні 2022 року Сполучені Штати передали Україні протитанкові комплекси BGM-71 TOW встановлені на машини HMMWV M1167 у пустельному камуфляжі. Відомо, що вони брали участь в Херсонському контрнаступі принаймні в листопаді 2022 року.

## Оператори

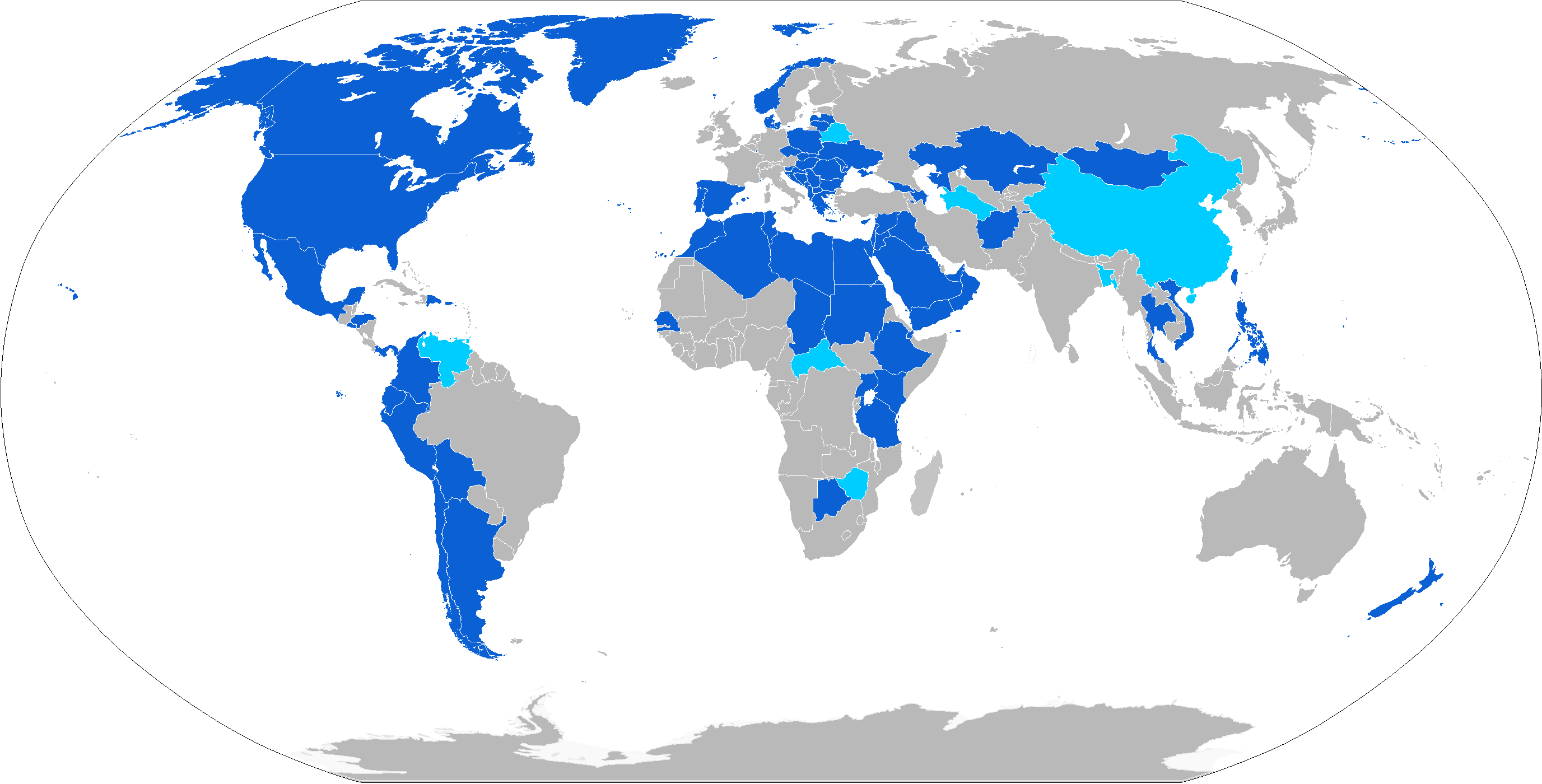
Географія використання у світі: синім кольором позначені країни-оператори «оригінального» HMMWV, блакитним — HMMWV, вироблені у КНР.

| - Азербайджан - Албанія - Алжир - Аргентина - Афганістан - Бангладеш - Бахрейн - Болгарія - Білорусь - Болівія - Боснія і Герцеговина - Ботсвана - Венесуела - В'єтнам - Гондурас - Греція - Грузія | - Данія - Домініканська Республіка - Еквадор - Ефіопія - Єгипет - Зімбабве - Ізраїль - Ірак - Іспанія - Йорданія - Казахстан - Канада - Кенія - КНР - Кіпр - Колумбія - Косово - Кувейт - Латвія - Литва - Ліван - Лівія - Північна Македонія - Марокко - Мексика - Молдова - Монголія - Нова Зеландія - Норвегія - ОАЕ - Оман - Панама | - Перу - Польща - Португалія - Румунія - Сальвадор - Саудівська Аравія - Сенегал - Сербія - Словаччина - Сирія - Судан - США - Таїланд - Танзанія - Туркменістан - Уганда - Угорщина - Україна - Філіппіни - Хорватія - Чад - Чехія - Чилі |

### Україна

#### 2001—2014
У 2001 році ЗС України отримали від США 40 автомобілів HMMWV у модифікації М1097А2 (базове шасі для другого покоління HMMWV — алюмінієва двомісна кабіна та відкрита платформа).

Ексміністр оборони Олександр Кузьмук у 2012 році розповів журналістам «Сегодня»:
Один «Хаммер» відправили на харківський завод імені Малишева, попросивши «розщепити його на атоми» і створити свій, вітчизняний зразок, який би не тільки не поступався йому, а й перевершував. У результаті харків'яни «народили» свою бойову машину — «Дозор»
Автомобілі HMMWV надійшли на озброєння 95-ї окремої аеромобільної бригади (13 окремий аеромобільний батальйон), Національної академії сухопутних військ та інших військових частин, частина машин використовувалась українським контингентом KFOR.
М1097А2 для місії KFOR були модернізовані на Львівському бронетанковому заводі, на інші М1097А2 за необхідністю встановлювався відкритий 12,7-мм кулемет ДШКМ. Їх також обладнали броньованим модулем вагою в 1200 кг. Споряджена маса автомобіля досягла 3800 кг. Бронезахист прикривав М1097А2 в лобовій частині з вітровим склом, які екіпаж міг закривати захисними кришками, не виходячи з машини. Був встановлений 12,7 мм кулемет НСВТ «Утьос» з круговим сектором обстрілу (з прицілом К10-Т). Екіпаж 5 чоловік, корисне навантаження до 370 кг.
Для керування машиною із закритими захисними кришками лобового скла, у даху встановили прилади спостереження водія ТНП-165, командира ТПКУ-2Б, ТКН-1С і кулеметника ТКН-1С. Для дій у темний час доби встановили прилад нічного бачення з інфрачервоним прожектором. Машини були обладнані радіостанцією Р-130М і танковим переговорним пристроєм Р124.
- HMMWV М1097А2 (за порядком військових номерних знаків): 1014H6, 1076В1, 1077В1, 1542Ч1, 2245Р3, 3071Н1, 3302Р1, 3303Р1, 3304Р1, 3305Р1, 3306Р1, 3307Р1, 3308Р10, 3309Р1, 3310Р1, 3311Р1, 3312Р1, 3801Р9, 3802Р9, 3803Р9, 3804Р9, 3806Р9, 3807Р9, 3808Р9, 3809Р9, 3810Р9, 5049Р9, 5051Р9, 7045 К?, 8387Е1.
- HMMWV М1097А2 модернізовані на ЛБЗ (за порядком військових номерних знаків): 3811Р9, 3821Р9, 3822Р9, 3824Р9, 3826Р9, 3827Р9, 3828Р9, 3829Р9, 3830Р9, загальні. Один з Хамві, що раніше проходив модернізацію на ЛБЗ для KFOR, в 2015 році був модернізований волонтерами для служби в зоні АТО.

#### 2015—2021
11 березня 2015 року, США, схвалили рішення щодо надання Україні допомоги нелетальною зброєю, зокрема і у вигляді 230 військових автомобілів HMMWV, в тому числі 30 важких броньованих і 200 в стандартній комплектації. 
25 березня 2015 року, літаком С-5 U.S. Air Force в Україну прибула перша партія з 10 броньованих автомобілів HMMWV М1114 UAH (UpArmored Humvee). На M1114 встановлений комплект бронювання FRAG (Fragmentary Armor) та захищена башточка MCTAGS (Marine Corps Transparent Armored Gun Shield).
30 березня 2015 року, також повітрям, до України прибула друга партія з 20 HMMWV М1114.
За даними Міністерства оборони України вартість 30-ти броньованих автомобілів HMMWV М1114, які надійшли до Міжнародного аеропорту «Бориспіль», склала 1 664 343, 98 дол. США. Вартість логістичних послуг за митне оформлення автомобілів склала 98 тисяч гривень, тобто 3 267 грн. за одну машину.
4 квітня 2015 року ДК «Укроборонпром» під час презентації військової техніки на базі військової частини Національної гвардії в смт. Нові Петрівці, представив HMMWV М1114 із встановленим 12,7 мм кулеметом ДШКМ.
18 липня 2015 року до одеського морського порту прибула наступна партія в 100 автомобілів HMMWV, вже в неброньованій модифікації М998. Вартість ста HMMWV М998 склала 4 400 000,00 дол. США. Розмитнення 480 тисяч гривень, тобто 4 тисячі 800 грн., за одну машину (джерело вебсайт МОУ).
Крім передачі саме HMMWV, у листопаді 2015 року, США передали для ЗСУ дві контрбатарейні радіолокаційні станції AN/TPQ-36, кожна з яких розміщується на базі трьох автомобілів HMMWV (комплекти, що поставлялися в Україну, імовірно на базі двох HMMWV M1072 — автомобіль управління з причепом-РЛС та автомобіль з генератором та причепом). Ще 4 системи були передані 2 липня 2016 року.
27 серпня 2016 року, в Міжнародному центрі миротворчості та безпеки (Яворів) представники збройних сил США передали ЗСУ перші п'ять із біля сорока анонсованих, автомобілів медичної допомоги HMMWV M997A2 (базовий M1152 з медичним модулем Burtek B4731 Ambulance module).
Модуль швидкої допомоги у польових умовах «Burtek B4731» встановлений на базі повноприводного військового автомобіля HMMWV M1152. Він може перевозити чотири пацієнти на ношах або шість сидячих. Кабіна для пацієнтів обладнана системами опалення та кондиціювання, а також подачі кисню для шістьох хворих і всіма необхідними засобами для надання першої невідкладної медичної допомоги.
31 грудня 2016 року, Президент Петро Порошенко під час робочої поїздки до Донецької області передав Донецькому прикордонному загону нове озброєння і техніку, серед яких 6 броньованих автомобілів HMMWV M1116.
HMMWV M1116 — модифікація з посиленим бронюванням та озброєнням. Броня від компанії O'Gara & Eisenhardt (Клас 5). Машина укомплектована 12,7-мм кулеметом ДШК. Двигун — 6,45 л Detroit Diesel V8 — 195 к.с.
Машини цієї модифікації демонструвалися на виставці озброєння та військової техніки «Міць нової армії» у Києві, 23-26 серпня 2018 року:
40 автомобілів у медичній модифікації HMMWV M997A2 було передано американцями у Яворові 6 грудня 2017 року.
Під час передачі представники Командування ЗС США у Європі повідомили, що протягом 2016—2018 років Сполучені Штати планують передати Україні загалом 60 машин медичної допомоги на суму близько 355 000 доларів США кожна.
17 серпня 2018 року, посольство США в Україні передало ЗСУ дві РЛС AN/TPQ-36 на базі чотирьох автомобілів HMMWV. На церемонії, Посол США в Україні пані Марі Йованович повідомила, що з цією передачею кількість контрбатарейних радарів AN/TPQ-36 в ЗСУ збільшилася до одинадцяти. Загальна вартість пакету допомоги куди, крім РЛС, входить підготовка персоналу та технічне обслуговування склала близько 15 млн дол.
9 квітня 2019 року до Одеського порту прибув автомобілевоз Sea Amazon під прапором Мальти, який доставив зі США 175 тонн озброєння, зокрема й 35 позашляховиків HMMWV — 15 у санітарній модифікації та 20 броньованих машин.
20 травня 2019 року, на полігоні Дівички в Київської області, представники армії США передали підрозділам ЗС України ще дві РЛС AN/TPQ-36 на базі чотирьох HMMWV.
16 січня 2021 року, посольством США в Києві були опубліковані фото в Twitter про надання 20 HMMWV та 84 човнів для ВМС України.

##### Загальна кількість переданих HMMWV у 2001—2021 роках
Загально відома (офіційно підтверджена) кількість HMMWV отриманих Україною від США в рамках військової допомоги (та інших програм) за роками:
- 00-2001 — 40 М1097А2 (алюмінієва двомісна кабіна та відкрита платформа)
- 03.2015 — 30 М1114 UAH (броньовані, к-т FRAG та захищена башточка MCTAGS)
- 07.2015 — 100 М998 (базове шасі, неброньовані)
- 08.2016 — 5 M997A2 (медична версія на 4 ліжко-місця, з мед.модулем Burtek B4731)
- 12.2016 — 6 М1116 (броньована версія, не менше 6-ти машин передано ДПСУ)
- 12.2017 — 40 M997A2 (медична версія)
- 04.2019 — 35 HMMWV (15 — M997A2, 20 — «бойових»)
- 2015-19 — 26 M1072 зі складу РЛС AN/TPQ-36 (авто управління та генератор)
- 2021 — 55 HMMWV (як в базовій, так і посиленій, і санітарної модифікації)[13]

Окрім автомобілів HMMWV США передали у підрозділи Збройних сил України каткові мінні трали Spark, а їх інструктори регулярно проводять навчання з експлуатації для наших армійців.
Відсутні відомості щодо можливої передачі автомобілів HMMWV у складі військово-польового госпіталю EMEDS (Expeditionary Medical Support — експедиційна система медичної підтримки), що був переданий Сполученими Штатами у 2015 році.
Також відсутня інформація щодо кількості HMMWV переданих ДПСУ, у тому числі у рамках програм прикордонного підсилення, зокрема проекту міжнародно-технічної допомоги «Стале реформування Державної прикордонної служби України», що фінансується Державним департаментом США.

#### Розподіл та використання
Перші тридцять автомобілів HMMWV М1114 UAH, що прибули у березні 2015 року, розподілені: 2 одиниці — спеціальні підрозділи СБУ, 28 одиниць — 80 окрема десантно-штурмова бригада Десантно-штурмових військ ЗС України.
Автомобілі HMMWV в неброньованій модифікації М998 були передані: 36 одиниць — 36-й окремій бригаді морської піхоти ВМСУ, 22 липня 2015 року; за місяць — 22 серпня ще 20 машин, імовірно різним частинам ЗСУ, передача решти машин не була широко висвітлена у ЗМІ.
Інші HMMWV, зокрема машини медичної допомоги, передавались різним військовим частинам у невеликих кількостях. Контрбатарейні РЛС AN/TPQ-36 передавались артилерійським частинам Сухопутних військ Збройних Сил України.
Передача військової техніки у Чугуєві 22 серпня 2015 року.

#### Кількість переданих
3 окремий полк спеціального призначення
HMMWV М998 — 7 одиниць
Отримані у липні 2015 року.
HMMWV М998 (за порядком в.н.з.) 5645H5, 9537Р5, 9545Р5: 8 окремий полк спеціального призначення
HMMWV М998 — н/д
Отримані у 2015 році, кількість невідома.
HMMWV М998 (за порядком в.н.з.) 6660H9:
10 окрема гірсько-штурмова бригада
HMMWV М997А2 — не менше 3
Декілька (не менше трьох) HMMWV у медичній версії M997A2 отримано в грудні 2017 року, з числа 40 машин переданих США 6 грудня 2017 року в Яворові.
36 окрема бригада морської піхоти
HMMWV М998 — 36 одиниць.
HMMWV M997A2 — н/д
36 автомобілів HMMWV в неброньованій модифікації М998 отримані в липні 2015 року. На ці машини на Миколаївському тепловозоремонтному заводі додатково встановили кріплення для 12,7-мм кулемету. Декілька HMMWV у медичній версії M997A2 отримано в серпні 2016 року.
Фото з церемонії передачі військової техніки 36-й бригаді, липень 2015
HMMWV М998 (за порядком в.н.з.)
1850Е6, 1851Е6, 1852Е6, 1853Е6, 1855Е6, 1857Е6, 1859Е6, 1860Е6, 1862Е6, 1866Е6, 1868Е6, 1870Е6, 1874Е6, 1878Е6, 1879Е6, 1881Е6, 1883Е6, 1884Е6, 1885Е6:
HMMWV M997A2 (за порядком в.н.з.) 1633Е6, б/н:
79 окрема десантно-штурмова бригада
HMMWV M997A2 — н/д
Отримані у 2017 році, кількість невідома.
HMMWV M997A2
(за порядком в.н.з.) 6894Т5:
80 окрема десантно-штурмова бригада
HMMWV М1114 UAH — 28 одиниць.
HMMWV M997A2 — не менше 2 одиниць
У квітні 2015 року отримано 28 броньованих автомобілів HMMWV М1114. Декілька HMMWV M1152 у медичній версії HMMWV M997A2 отримано в серпні 2016 року.
В травні 2015 року, HMMWV М1114 вперше взяли участь у бригадних тактичних навчаннях Десантно-штурмових військ на 235-му загальновійськовому полігоні:
HMMWV М1114 UAH
(за порядком в.н.з.) 7979Е9, 8014E9, 8043Е9, 8047Е9, 8048Е9, 8050Е9, 8052E9, 8066E9, 8068Е9, 8108Е9, 8133E9, 8159E9, 8162E9, 8198Е9, 8217Е9, 8219Е9, 8233E9, 8248E9, 8251E9, 8259E9, 8265E9, 8277E9:
HMMWV M997A2 (за порядком в.н.з.) 8008E9, 8009Е9:
81 окрема аеромобільна бригада
HMMWV M998 — н/д
Невідома кількість М998 з отриманих від США у 2015 році.
HMMWV M998: (за порядком в.н.з.) 624
Інші частини або належність не визначена
HMMWV M997A2: 0402Н1, 0403Н1, 1925A2, 5068Б4
HMMWV M998: 0001А1, 0002А1, 1801Б1, 2480Е6, 2579Е6, 2582Е6, 3800Р9, 7552E1, 8087Н3
HMMWV М1097: 1210Р3, 4051К3, 4052К3, 9556А9
HMMWV н/в: б/н (три од.)
На початку січня 2021 року у рамках Ініціативи сприяння безпеці України, Сполучені Штати Америки доставили в Україну 20 броньованих автомобілів HMMWV для Сухопутних військ України та Сил спеціальних операцій, а також 84 човни для Військово-Морських Сил.

#### Служба безпеки України
HMMWV М1114 UAH — 2 одиниці
Донецький прикордонний загін Держприкордонслужби: HMMWV M1116 — 6 одиниць
Передані Президентом України 31 грудня 2016 року.

#### Модернізація HMMWV
У вересні 2015 року, під час міжнародної виставки «Зброя та безпека-2015» у Києві, «Укроборонпром» уклав низку стратегічних домовленостей з провідними міжнародними компаніями світу, в тому числі з Textron Systems, яка входить до американського індустріального конгломерату Textron. Зокрема, відбулись переговори щодо глибокої модернізації машин HMMWV для української армії.
За планом машина буде витримувати попадання 12,7-мм калібру, буде встановлено сучасний протимінний захист. Проект отримав назву SCTV, дослівно «супер-витривалий тактичний автомобіль».
Голова «Спецтехноекспорту» Павло Барбул:
|  | 29 січня 2016 року, прес-служба ДП «Спецтехноекспорт» повідомила про підписання контракту з компанією Textron Systems (США), щодо постачання в Україну трьох модернізованих згідно з програмою SCTV бронеавтомобілів HMMWV, а також патент на модернізацію раніше поставлених бронемашин. |

Станом на середину 2019 року про подальшу долю цього контракту нічого не відомо.
У 2016 році свій варіант модернізації (бронювання) HMMWV М998 запропонувала і «Практика».
Станом на початок 2021 року в ЗСУ було 60 медичних HMMWV MHS2.

#### 2025 рік
В 2025 році парк позашляховиків HMMWV, що знаходиться на озброєнні Сил безпеки й оборони України, сягнув позначки 5000 машин. Більшість з них були поставлені у неброньованих версіях у межах військової допомоги від США та інших країн.
Українські військові активно використовують ці машини для виконання різноманітних бойових завдань та логістичних операцій у складі бригад ЗСУ, Національної гвардії, а також спеціальних підрозділів ГУР. Завдяки своїм винятковим характеристикам надійності та прохідності їх також використовують, як платформу для важкого озброєння: на двомісних версіях M1152 встановлюють напрямні від реактивних систем залпового вогню, пускові установки зенітних ракетних комплексів та будь-якого іншого озброєння.
Також, на озброєнні знаходиться значна кількість спеціалізованих машин на базі цього позашляховика: зенітні установки AN/TWQ-1 Avenger, мобільні протитанкові комплекси з установками TOW, пускові установки коригованих реактивних снарядів APKWS, а також самохідні 105-мм гаубиці 2-CT Hawkeye.